# طلال قستي
الدكتور طلال بن حسين قستي كاتب وصحفي سعودي من مواليد مكة المكرمة عام 1952م. حصل على البكالوريوس في الإدارة والعلوم الإنسانية عام 1978م، وماجستير في إدارة الجودة ودكتوراة مهنية في الادارة الاستراتيجية. عمل كرئيس تحرير مجلة الحج والعمرة الصادرة من وزارة الحج والعمرة بالمملكة العربية السعودية.

## أعماله
• بدء مسيرته العملية كمدرس للمرحلة الابتدائية عام ١٣٩٠ هجري. ثم رئيسا لقسم العلاقات العامة في تعليم جدة عام ١٣٩٥ هجري
• أصدر ورأس تحرير مجلة المبتعث السعودية بأمريكا عام 1978م (وهي أول مجلة سعودية تصدر في أمريكا)، وكان رئيسا للتحرير في الفترة (1978-1983م).
• عمل كمدير الشؤون الثقافية بالملحقية التعليمية بأمريكا.
• التحق بالقطاع الأهلي وعمل في الشركة السعودية للكهرباء لمدة (25) عاما، حتى تقاعد بمنتصف عام 2010م، وكانت آخر وظيفة له هي مدير دائرة الخدمات الصحية.
• ساهم في أعمال مؤسسة الطوافة لخدمة حجاج جنوب شرق آسيا كعضو سابق في مجلس الإدارة، ورئيس مجموعة لعدة سنوات اعتبارا من عام 1406هـ.
• عمل محررا غير متفرغ فى جريدة البلاد منذ عام ١٣٩٢ وكان يعد  صفحة اسبوعية باسم "تربية وتعليم" وصفحة بعنوان "كل شئ" وعامود يومى بعنوان "بالمناسبة"، وفى عام ١٩٧٤م انتدبه معالى وزير المعارف لمدة ثلاثة اشهر للعمل واكتساب الخبرة فى مرحلة تأسيس المجلة العربية فى بيروت.
• عمل رئيسا لتحرير مجلة الحج والعمرة لمدة ثمانية اعوام

### مؤلفاته
• كتاب حروف وأفكار.
• كتاب الإسلام في أمريكا الشمالية باللغتين العربية والإنجليزية.
• كتاب من ذاكرة المبتعث السعودي في أمريكا.
• كتاب نتشرف بخدمتكم يا ضيوف الرحمن، صدر في عام ٢٠٢٤م.

### أبحاث ونشاطات أخرى
• اقترح إقامة معرض (المملكة العربية السعودية بين الأمس واليوم) بأمريكا عام 1401هـ.
• أعد بحث بعنوان "كيف دخل الإسلام إلى أمريكا.
• قدم ورقة عمل بعنوان (حوادث السيارات تنتهك حق الحياة وسلامة الجسد) وأخرى بعنوان (هل إجراءات إنشاء أبراج الهاتف الجوال في بلادنا مطابقة للمعايير الدولية؟).
• شارك في دراسة لإصدار صحيفة عربية يومية بأمريكا.
• كاتب صحفي له إسهامات عديدة في الصحف المحلية مثل جريدة المدينة وصحيفة عكاظ وجريدة البلاد وجريدة الجزيرة.
• حضر العديد من الدورات الإدارية والمؤتمرات داخل المملكة وخارجها.

### مقترحات
• إنشاء المتحف السعودي لتاريخ الحج.
• منتدى لأخلاقيات المهنة للعاملين في خدمة ورعاية ضيوف الرحمن.
• إنارة الطريق السريع من مكة إلى جدة.
• الإسعاف الجوال.

## العضويات
• عضو في الجمعية الوطنية لحقوق الإنسان.
• عضو في جمعية الأطفال المعاقين.
• عضو مؤسس في جمعية رعاية الأيتام بمكة المكرمة.